# يادغار (مقاطعة دلفان)
يادغار (بالفارسية: یادگار) هي قرية تقع في قسم خاوة الجنوبي الريفي (مقاطعة دلفان) في إيران. يقدر عدد سكانها بـ 173 نسمة بحسب إحصاء 2016.